# 飞仙桥乡
飞仙桥乡，是中华人民共和国湖南省邵陽市新宁县下辖的一个乡镇级行政单位。

## 行政区划
飞仙桥乡下辖以下地区：
飞仙桥村、隘头村、杨柳村、夏家村、黄河村、梅塘村、龙潭村、金木村、金童村、匡家桥村、长胜村、五福庙村、白仓头村、双罗村、大飘村、东门头村、罗源村、戴家村和岩口冲村。